# Guerra (brano musicale)
Guerra è una canzone del gruppo musicale italiano Litfiba.
Esistono quattro versioni studio del brano: l'originale, apparsa sul primo EP del gruppo, nel 1982; la seconda, appare nella compilation del 1983, Italia Wiva Complication 1, utilizzata poi dalla band in playback nelle trasmissioni promozionali; la terza totalmente inedita e completamente diversa dalla precedente, che compare solo nel videoclip del 1984, molto simile a quella presente nell'album Live in Berlin; la quarta, riarrangiamento della seconda, che compare nell'album in studio Desaparecido come traccia conclusiva.

## Versioni ufficiali
- Guerra (versione originale) - 4:23 - versione apparsa ufficialmente solo nell'EP Litfiba, del 1982, registrata nel 1981, appare nel demo-tape dello stesso anno.
- Guerra (Italia Wiva Complication 1) - 4:11 - versione apparsa nella compilation Italia Wiva Complication 1, eseguita in playback all'Orecchiocchio, rai 3, il 9/11/1983.
- Der Krieg (Guerra) (versione videoclip 1984) - 5:44 - versione apparsa unicamente nel videoclip del 1984
- Guerra (nuova versione) - 5:30 - versione del brano completamente riarrangiata nel 1985 e inclusa nel primo album del gruppo Desaparecido.

## Video musicale
Per il brano furono girati due videoclip: il primo, nel 1982, in cui si può vedere il gruppo agli esordi suonare live al Manila di Campi Bisenzio, a Firenze; il secondo, girato nel 1985, intitolato Der Krieg (titolo alternativo del brano che spesso veniva utilizzato dal gruppo, come ad esempio nell'album Live in Berlin). Da segnalare il particolare che questa nuova versione del videoclip fu realizzata dal regista Corso Salani, all'epoca facente parte di un gruppo di allora giovani promesse del cinema italiano.